# Torbjörn Jonsson

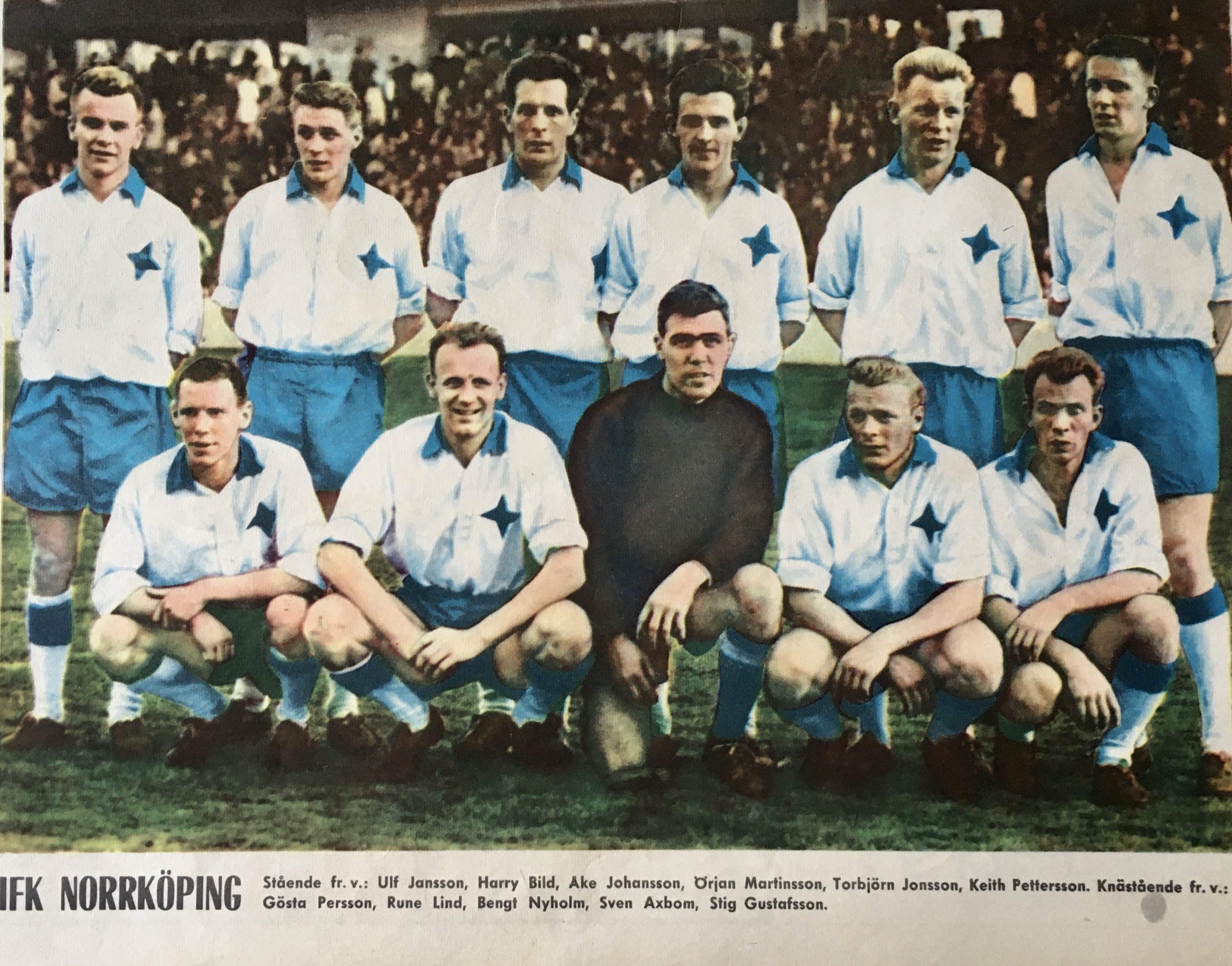
IFK Norrköpings mästarlag 1960 med Guldbollen-vinnarna Åke "Bajdoff" Johansson (1957), Torbjörn Jonsson (1960), Bengt "Zamora" Nyholm (1961) och Harry Bild (1963).

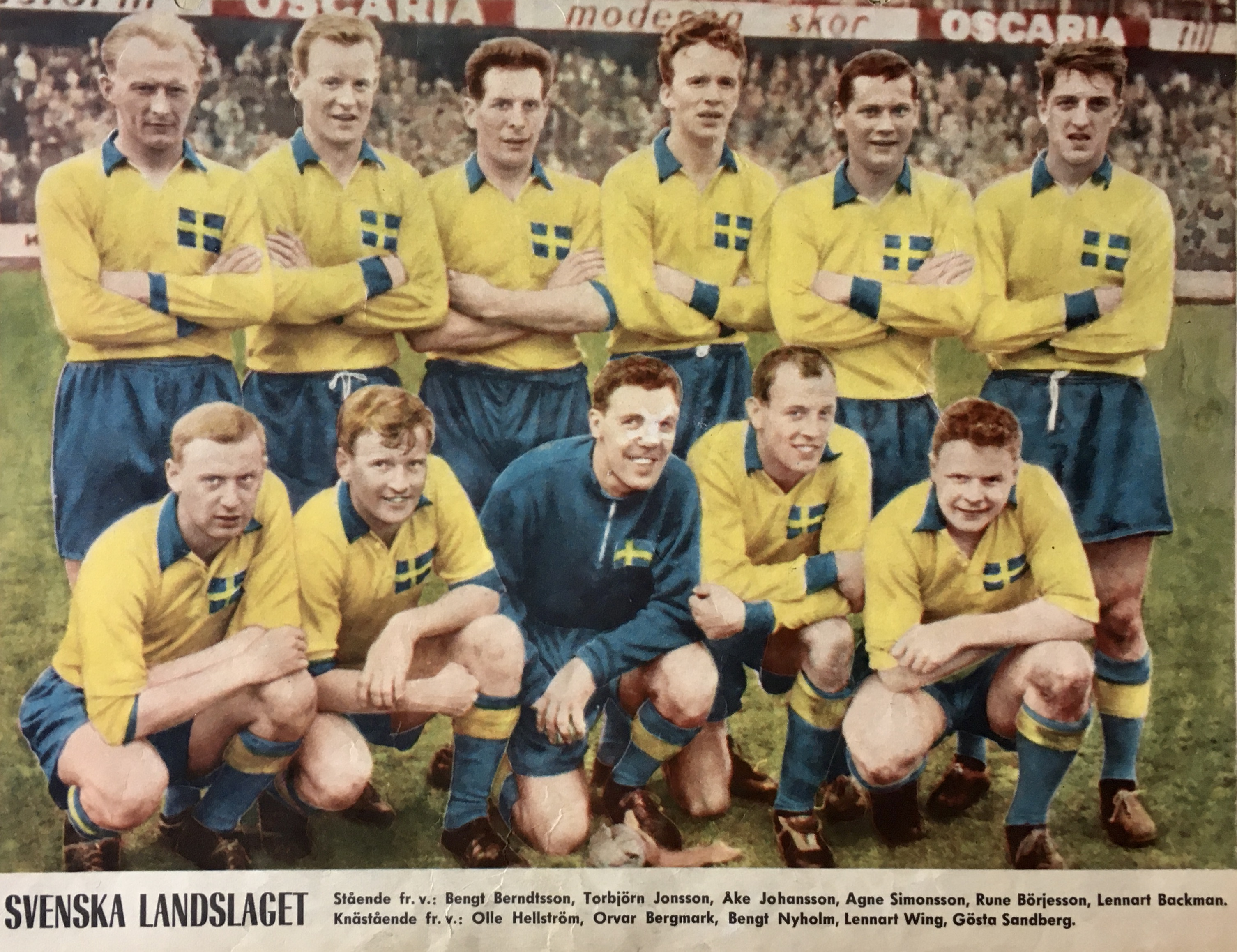
Det svenska herrlandslaget i fotboll, som den 28 maj 1961 segrade med 4-0 över Schweiz i VM-kvalet. I det svenska laget ingick följande spelare – stående från vänster: Bengt "Fölet" Berndtsson, Torbjörn Jonsson, Åke "Bajdoff" Johansson, Agne Simonsson, Rune Börjesson, Lennart Backman. Knästående från vänster: Olle "Lill-Lappen" Hellström, Orvar Bergmark, Bengt "Zamora" Nyholm, Lennart Wing och Gösta "Knivsta" Sandberg.

Bertil Torbjörn Jonsson, född 6 maj 1936 i Ljusne, död 16 oktober 2018 i Norrköping, var en svensk fotbollsspelare (mittfältare) som  mottog Guldbollen som Sveriges bästa fotbollsspelare år 1960. Jonsson var utlandsproffs i Italien och Spanien och vann tre SM-guld med IFK Norrköping.

## Idrottskarriär
Torbjörn Jonsson värvades som 17-åring till IFK Norrköping. Efter ett par lyckade säsonger i klubben och i de svenska landslagen tog han klivet ut i Europa som proffsspelare. År 1960 fick Jonsson mottaga Guldbollen efter ett bra år för klubblaget och landslaget.
Den italienska klubben AC Milan värvade honom på ett preliminärkontrakt, men den italienska ligans regler satte stopp för övergången. Förbudet gjorde att italienska klubbar inte fick värva spelare från utlandet. Istället köptes han av Real Madrid, men blev utlånad till Real Betis i Sevilla (1960–61). Efter en säsong i klubben flyttade han till ACF Fiorentina i Florens (1961–62). Han hittade dock inte tempot efter sex månader i Spanien och blev utlånad till AS Roma under åren 1961–63. Nu började en lyckosam tid i Jonssons fotbollskarriär. Efter en bytesaffär med AS Mantova i Montova spelade han där under perioden 1963–67. Därefter vände han hem till Sverige och räddade kvar IFK Norrköping i Allsvenskan.
Efter sin spelarkarriär gjorde han en kort sejour som tränare i lokallaget IK Sleipner.
Torbjörn Jonsson är gravsatt i minneslunden på Östra Eneby kyrkogård i Norrköping.